# Chiesa di Santa Maria del Guasto
La chiesa di Santa Maria del Guasto, o del Vasto, è una chiesa scomparsa dell'Aquila, anticamente situata nel quarto di Santa Maria.
Dovette la sua realizzazione ai castellani del Guasto, o Vasto, che contribuirono così alla fondazione della città nel XIII secolo. Fu demolita tra il 1931 e il 1934 per permettere la costruzione dell'ospedale civile San Salvatore.

## Storia

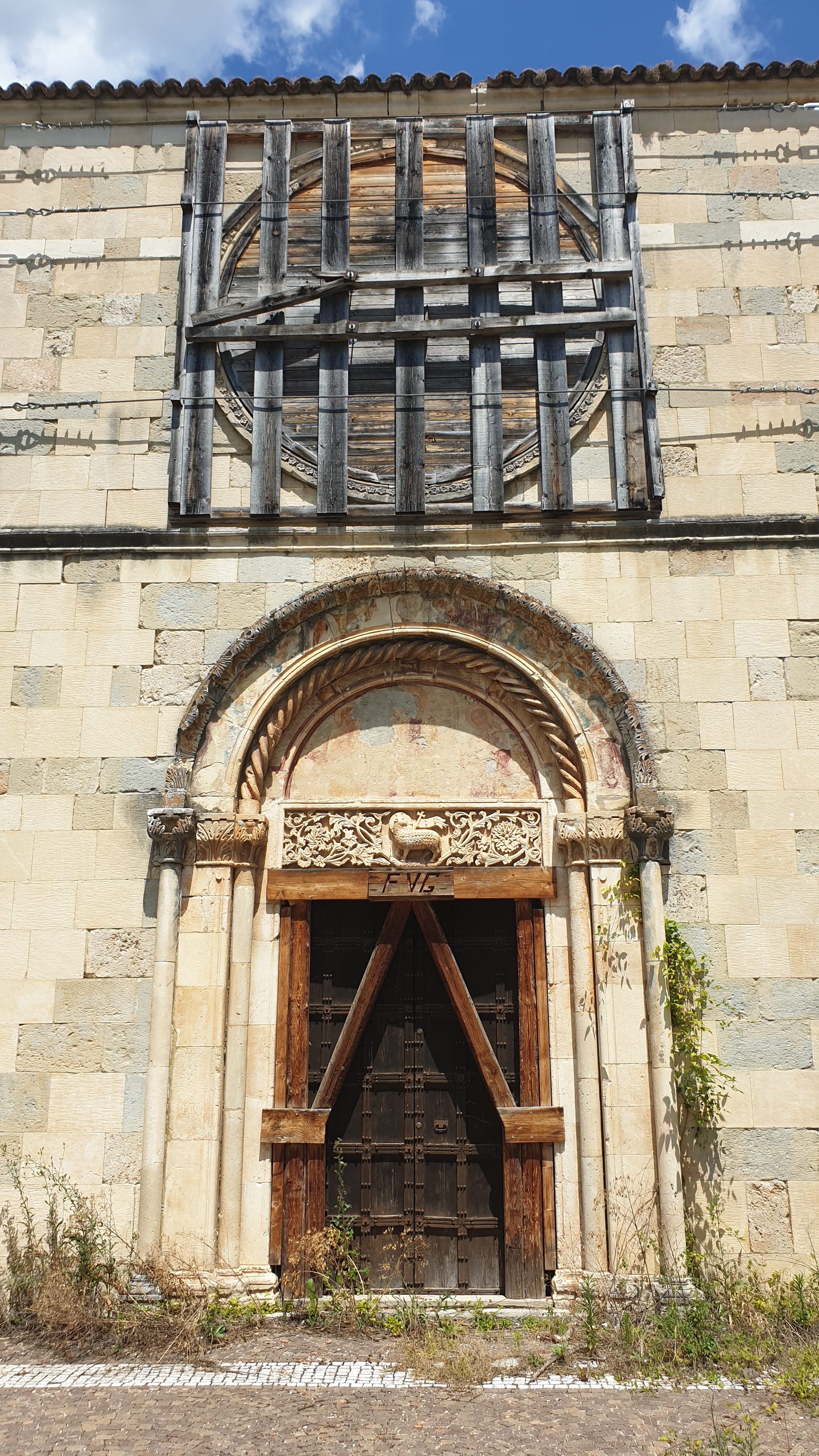
Rosone e portale dell'ex chiesa di Santa Maria di Guasto, rimontati presso la chiesa di Santa Maria degli Angeli a Porta di Bagno

L'edificazione della chiesa si fa risalire al periodo immediatamente successivo alla fondazione dell'Aquila, a cavallo tra il XIII e il XIV secolo, dagli abitanti del castello del Guasto, località situata nell'omonimo altopiano sopra l'abitato di Assergi. La costruzione fu eretta tuttavia nel locale della Ienca (o Genca), e non in quello del Guasto.
La datazione è testimoniata dalle dimensioni dell'edificio, rispondenti alle disposizioni redatte da Niccolò dell'Isola nel 1290. Il Serra, riprendendo le analisi storiche dell'Antinori, colloca la chiesa al periodo 1422-1428, ma quest'ultima, presumibilmente, è la datazione riferibile alla sola elevazione della facciata. Peraltro trattasi presumibilmente di una ricostruzione del prospetto originario con il riutilizzo di alcuni elementi stilistici, come il portale romanico e il rosone trecentesco: l'Antonini ipotizza che quest'ultimo — per le sue dimensioni considerate sproporzionate rispetto a quelle modeste della chiesa — venne traslato su Santa Maria del Guasto da un altro edificio.
Nel XV secolo il castello di Guasto era ormai considerato abbandonato e diruto e la stessa sorte toccò al locale cittadino, soppresso per permettere la costruzione del Forte spagnolo; prima di riferimenti intra e extra-moenia, la chiesa manteneva quindi una sua particolare autonomia all'interno dello scacchiere geopolitico aquilano.
Tra il 1931 e il 1934 l'area viene scelta per la localizzazione del nuovo ospedale civile, comportando quindi la demolizione del monastero di Sant'Agnese e quella della chiesa di Santa Maria del Guasto. Durante i lavori, nel 1932, si scelse di smontare la facciata della chiesa per rimontarla su un altro edificio di dimensioni similari, la chiesa di Santa Maria degli Angeli. Con il successivo spostamento dell'ospedale nella località di Coppito, la zona è stata concessa all'Università degli Studi dell'Aquila.

## Descrizione
Santa Maria del Guasto era situata lungo la parete settentrionale delle mura dell'Aquila, in un'area densa di edifici religiosi come i monasteri di Sant'Agnese, di Sant'Amico e di San Basilio; curiosamente l'edificio non era compreso nel locale di riferimento, bensì in quello della Ienca, località vicina al Guasto. Precisamente, la chiesa era posta all'estremità settentrionale dell'asse di via Cascina, adiacente a Sant'Agnese, in corrispondenza dell'attuale polo di Scienze Umane dell'Università degli Studi dell'Aquila.
Le caratteristiche formali della chiesa erano rispondenti al canone stabilito dalle disposizioni ufficiali di Niccolò dell'Isola, redatte nel 1290, e sono del tutto similari ad altri edifici di questo periodo che non hanno subito trasformazioni, come ad esempio San Vito alla Rivera, Santa Maria di Forfona e Santa Maria di Rascino. Il portale in stile romanico riprende quello della chiesa di Sant'Antonio fuori le mura, mentre il rosone è da riferirsi a quello di San Silvestro o a quello destro di Santa Maria di Collemaggio.